# ۱۳۰۴ (میلادی)
۱۳۰۴ (میلادی) هزار و سیصد  و چهارمین سال تقویم میلادی است.

## زادگان
- ۲۴ فوریه – ابن بطوطه، یکی از بزرگ‌ترین سیاحان تاریخ بشری
- ۲۰ ژوئیه – فرانچسکو پترارک، مترجم، نویسنده، شاعر، و فیلسوف ایتالیایی (د. ۱۳۷۴)